# Mercè Lorente i Casafont
Mercè Lorente i Casafont (Barcelona, 7 de març de 1960) és una filòloga catalana, membre numerària de l'Institut d'Estudis Catalans des de 2016.
Doctorada en Filologia Catalana per la Universitat de Barcelona (1994), treballa com a professora titular a la Universitat Pompeu Fabra, on s'ha especialitzat en terminologia i lingüística aplicada. Ha estat directora de l'Institut Universitari de Lingüística Aplicada entre 2006 i 2013. Forma part del grup de recerca IULATERM des de 1994, del qual és la investigadora principal des de 2014. És l'editora en cap de la revista Terminàlia, de la Societat Catalana de Terminologia (SCATERM), filial de l'Institut d'Estudis Catalans; vicepresidenta de l'Associació Espanyola de Terminologia (AETER); i ha estat coordinadora de matèria de Llengua Catalana i Literatura de les Proves d'Accés a la Universitat (PAU).